# Tatra T1
Татра Т1 — трамвайные вагоны, изготовлявшиеся предприятием ЧКД-Прага с 1952 по 1958 годы. Всего было произведено 287 вагонов. Это — первая модель трамвая марки «Татра».

## Конструкция
Т1 — это односторонний трёхдверный моторный вагон. Изначально имел токоприёмник штангового типа, который в 1960-х годах был заменён на пантограф. Конструкция трамвая в целом основана на американской модели PCC. Вместо штампованных сидений использовали продольные деревянные скамейки. В трамвае была одна фара, составное лобовое стекло, над которым часто устанавливали красную пятиконечную звезду. Этот трамвай иногда называли «утюгом» (žehlička).

## Эксплуатация
Первые два вагона проходили испытания в Праге. Первый из них (под номером 5001) был выпущен 22 ноября 1951 года, а второй (под номером 5002) — на год позже. Всего вплоть до 1958 года было выпущено 287 вагонов «Татры—Т1».
|                                           | Город           | Год выпуска | Количество | Номера вагонов |
| ----------------------------------------- | --------------- | ----------- | ---------- | -------------- |
| Чехословакия                              | Мост — Литвинов | 1957—1958   | 34 шт.     | 201—234        |
| Чехословакия                              | Оломоуц         | 1957—1958   | 10 шт.     | 101—110        |
| Чехословакия                              | Острава         | 1955—1957   | 44 шт.     | 501 — 544      |
| Чехословакия                              | Пльзень         | 1955—1957   | 33 шт.     | 101—133        |
| Чехословакия                              | Прага           | 1951—1956   | 133 шт.    | 5001 — 5133    |
| Польша                                    | Варшава         | 1955        | 2 шт.      | 501, 502       |
| Союз Советских Социалистических Республик | Ростов-на-Дону  | 1957        | 20 шт.     | 301—320        |
| Чехословакия                              | Кошице          | 1956—1958   | 11 шт.     | 201—211        |